# Liste des ambassadeurs de Belgique en Espagne
L’ambassadeur de Belgique en Espagne est le représentant légal le plus important du royaume de Belgique au royaume d'Espagne et pour Andorre. L'ambassadeur maintient, en tant que telle, les relations avec les gouvernements espagnol et andorran. L'ambassadeur défend les intérêts et positions belges, et rapporte sur la situation politique et socio-économique dans les deux pays.
Le premier diplomate belge en poste à Madrid est Jean-Baptiste Kauffmann, chargé d'affaires en Espagne à partir du 18 septembre 1832.

## Ambassadeurs successifs (titre d'ambassadeur à partir de 1921)
| Début              | Fin                | Ambassadeur                      | Observations                                                                                              |
| ------------------ | ------------------ | -------------------------------- | --- |
| 18 septembre 1832  | 27 novembre 1834   | Jean-Baptiste Kauffmann          | Chargé d'affaires, chevalier, premier diplomate espagnol en poste en Belgique.                            |
| 12 décembre 1834   | 1er avril 1841     | Maximilien de Lalaing            | Chargé d'affaires, comte.                                                                                 |
| 1er avril 1841     | 10 mai 1847        | Charles de Marnix                | Chargé d'affaires, .                                                                                      |
| 10 mai 1847        | 12 novembre 1847   | Maximilien de Lalaing            | Ministre résident, comte.                                                                                 |
| 12 novembre 1847   | 27 octobre 1848    | Édouard de Jaegher               | Ministre résident.                                                                                        |
| 27 octobre 1848    | 10 mars 1853       | Aldephonse du Jardin             | Ministre résident, baron.                                                                                 |
| 10 mars 1853       | 1er septembre 1867 | Auguste Van der Straeten-Ponthoz | Ministre résident (1853), ministre plénipotentiaire (1856), comte.                                        |
| 1er septembre 1867 | 1868               | Roger Helman de Grimberghe       | Envoyé extraordinaire, ministre plénipotentiaire.                                                         |
| avril 1868         | 13 septembre 1872  | Eduard Blondeel Van Cuelebroeck  | Envoyé extraordinaire, ministre plénipotentiaire, mort en poste.                                          |
| 1er février 1873   | 1877               | Jules Greindl                    | Envoyé extraordinaire, ministre plénipotentiaire.                                                         |
| 12 février 1877    | 1890               | Édouard Anspach                  | Envoyé extraordinaire, ministre plénipotentiaire.                                                         |
| 14 avril 1891      | février 1896       | Théodore Bounder de Melsbroek    | Envoyé extraordinaire, ministre plénipotentiaire.                                                         |
| 27 février 1896    | 1903               | Léon Verhaeghe de Naeyer         | Envoyé extraordinaire, ministre plénipotentiaire.                                                         |
| 5 juillet 1904     | 21 juillet 1910    | Maurice Joostens                 | Envoyé extraordinaire, ministre plénipotentiaire, baron, mort en poste.                                   |
| 22 février 1912    | 1917               | Albéric Grenier                  | Envoyé extraordinaire, ministre plénipotentiaire, baron.                                                  |
| 1er septembre 1917 | 3 octobre 1919     | Léon van der Elst                | Envoyé extraordinaire, ministre plénipotentiaire.                                                         |
| 30 novembre 1919   | 28 décembre 1931   | Roger de Borchgrave              | Envoyé extraordinaire, ministre plénipotentiaire (1919), ambassadeur à partir du 1er février 1921, baron. |
| 1932               | 8 août 1936        | Robert Everts                    | |
| 19 mai 1937        | 1939               | Walter Loridan                   | Ambassadeur à Valence et à Barcelone.                                                                     |
| 1938               | 1er novembre 1940  | Charles de Romrée de Vichenet    | Comte. L'ambassade de Belgique est fermée à la fin de l'année 1940.                                       |
| 1er novembre 1940  | 31 mars 1944       | Fermeture de l'ambassade         | |
| 1er avril 1944     | 15 décembre 1946   | Jacques de Thier                 | |
| 15 décembre 1946   | 1951               | Antoine Beyens                   | - |
| 1951               | 31 mai 1955        | Eugène II de Ligne               | Prince d'Amblise et d'Épinoy, grand d'Espagne.                                                            |
| 4 avril 1957       | 1964               | Joseph Berryer                   | Vicomte.                                                                                                  |
| 1964               | 1967               | Antoine Beyens                   | - |
| 1968               | janvier 1972       | Prosper Poswick                  | - |
| janvier 1972       | 1976               | Robert Vaes                      | - |
| 1981               | 1985               | Philippe de Schoutheete          | Baron de Tervarent.                                                                                       |
| 1991               | 1997               | Thierry Muûls                    | |
| 1997               | 19 juillet 2000    | Xavier Demoulin                  | |
| 28 septembre 2008  | 1er août 2011      | Johan Swinnen                    | - |
| 6 octobre 2004     | 1er avril 2008     | Claude Rijmenans                 | - |
| août 2011          | 30 juin 2014       | Jan de Bock                      | - |
| juillet 2014       | 31 janvier 2017    | Pierre Labouverie                | - |
| 31 janvier 2017    | 8 janvier 2020     | Marc Calcoen                     | - |
| 8 janvier 2020     | en poste           | Gerard Cockx                     | - |